# Marcellus I

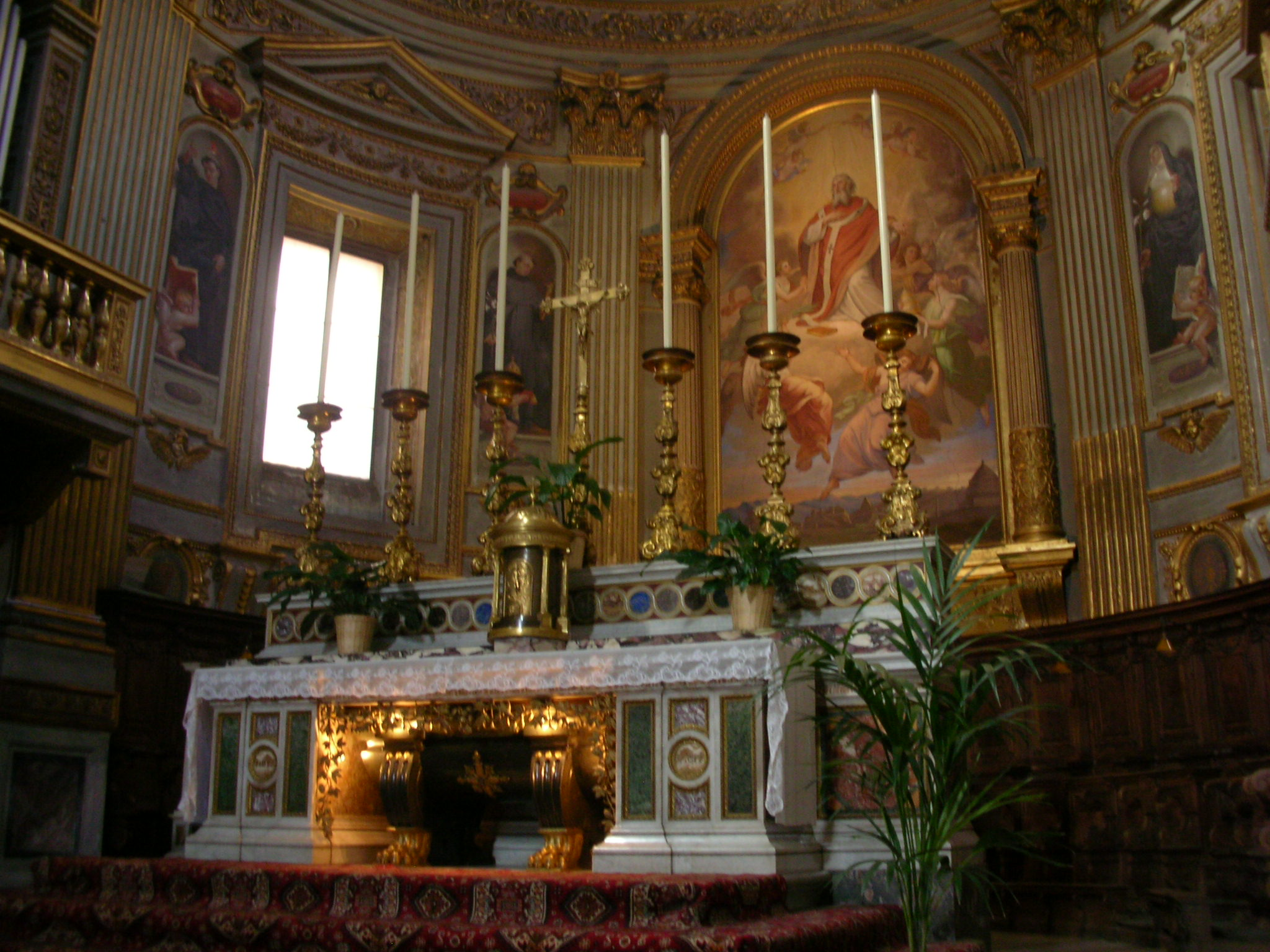
Sankt Marcellus I:s reliker bevaras under högaltaret i kyrkan San Marcello al Corso.

Marcellus I, död omkring 309, var påve från maj eller juni 308 till den 16 januari 309. Marcellus I vördas som helgon inom Romersk-katolska kyrkan. Hans minnesdag firas den 16 januari.

## Biografi
Marcellus valdes till påve efter en vakans på nästan fyra år sedan företrädaren Marcellinus dött vid kejsar Diocletianus förföljelser. När Diocletianus abdikerat, och så småningom efterträtts av Maxentius, fick de kristna i Rom uppleva en tid av relativ fred, och kunde därför välja en efterträdare till Marcellinus. Marcellus tillträdde 308, enligt uppgift från Catalogus Liberianus. Kyrkan, som den nye påven fick i sin hand, var då i kaotiskt skick, med flera viktiga egendomar konfiskerade, såsom gravar och mötesplatser, och själva kyrkolivet hade störts då många av kyrkans män avfallit till följd av den grymma förföljelsen. Liber Pontificalis uppger att Marcellus lät inrätta 25 tituli i staden Rom till vilka han också utnämnde 25 presbyter att övervaka dop, botgöring, begravningar samt firande av helgonen och martyrerna. Han lät anlägga gravplatsen Cœmeterium Novellœ vid Via Salaria. En del uppgifter om Marcellus finns genom ett poem som Damasus I skrivit och som bevaras vid hans grav. Detta poem ger vid handen att han hade fiender bland avfällingarna vilka han avkrävde stränga straff för deras otro, och att denna konflikt skulle ha lett till blodsutgjutelse.
Marcellus skall för striderna om avfällingars återupptagande i Kyrkan ha blivit förvisad från Rom av Maxentius, vilket med Catalogus Liberianus kan dateras till år 308 eller 309, eftersom hans pontifikat uppges ha varat i ett år, sex eller sju månader, och 20 dagar. I Passio Marcelli från 400-talet, som används som källa till bland annat Liber Pontificalis, anges att Marcellus som straff fick arbeta som slav, men släpptes av prästerskapet efter nio månader, för att återigen bli slav, och han skulle då ha dött martyrdöden. Den tyske historikern Theodor Mommsen lade fram den kontroversiella hypotesen att Marcellus aldrig varit biskop av Rom, utan bara en kyrklig organisatör under den långa tid då påvestolen stod tom. Mommsens åsikt har dock inte vunnit några anhängare. Uppgiften att Marcellus skulle ha dött den 16 januari är en teori som kommer från Mommsen.
Enligt traditionen led Marcellus martyrdöden, men uppgifterna om hans död betraktas inte fullständigt historiskt säkerställda av Kyrkan. I Rom vördas oaktat detta hans minne fortfarande i kyrkan San Marcello al Corso den 16 januari, ett datum för hans festdag som kommer från Depositio episcoporums kronografi för 354, och flera andra källor.

### Webbkällor
- Catholic Encyclopedia, Volume IX (1910)
- Marcellus 1 i Nordisk familjebok (andra upplagan, 1912)